# Col d'Ipharlatze
Le col d'Ipharlatze (ou col d'Iparlatze, en basque Iparlatzeko lekoa) est un col situé entre Lantabat et Ostabat-Asme en Basse-Navarre dans les Pyrénées-Atlantiques. Il sépare la vallée de Lantabat de celle de la Bidouze.

## Toponymie
L'endroit apparaît sous les noms suivants :
- Ipharlaxé dans le Dictionnaire topographique du département des Basses-Pyrénées de Paul Raymond[1] ;
- Ippharlaze dans les cartes de Cassini[Carte 2] ;
- Iparlacé dans le cadastre de Napoléon[Carte 3].

Le nom est sans doute issu de ipharlats, « ruisseau du nord ».

## Géographie

### Topographie
Le col est adossé au Bertogaina (408 m) au sud et au Gaineko Ordokia (407 m) au nord.

### Géologie
La région est composée de flyschs bleus du Crétacé supérieur, très épais (plusieurs kilomètres) et à fort pendage.

## Histoire
Au Moyen Âge l'endroit est le domaine des Luxe, barons de Lantabat et d'Ostabat, village indépendant de Asme. À la création des communes le col devient la limite communale Lantabat-Ostabat.
À cette époque cette partie de la vallée de la Bidouze est nommée « vallée de Hosta » (Ostasvaylle), qui a donné le nom Ostabat.

### Cartes
1. 1 2 3  « Carte IGN classique » sur Géoportail.
2. ↑  César-François Cassini de Thuryl, « Carte générale de la France no. 140, feuillet 105, Saint-Jean-Pied-de-Port »
3. ↑  « Cadastre de Napoléon : Lantabat »
4. ↑  « Carte géologique » sur Géoportail.

### Autres références
1. ↑  Paul Raymond, Dictionnaire topographique du département des Basses-Pyrénées, 1863 (lire en ligne)
2. ↑  Jean-Baptiste Orpustan, « Nouvelle toponymie basque. Noms des pays, vallées, communes et hameaux historiques de Labourd, Basse-Navarre et Soule », sur HAL
3. ↑  Clément Urrutibeheti, « Les seigneurs de Luxe »